# Guadua weberbaueri
Espèce
Statut de conservation UICN

 LC ver 3.1 : Préoccupation mineure
Synonymes
- Bambusa weberbaueri (Pilg.) McClure

Guadua weberbaueri est une espèce de plantes à fleurs monocotylédones de la famille des Poaceae (graminées), sous-famille des Bambusoideae, originaire des régions tropicales d'Amérique du Sud. Ce sont des bambous vivaces, rhizomateux (à rhizomes courts, pachymorphes), cespiteux, de grande taille, dont les chaumes dressés, munis d'épines racinaires au niveau des nœuds, peuvent atteindre 18 mètres de haut.
ÉtymologieL'épithète spécifique, weberbaueri, est un hommage à August Weberbauer (1871- 1948), botaniste allemand résidant au Pérou.